# کرمن
شهر کرِمن (به آلمانی: Kremmen) در ایالت برندنبورگ در کشور آلمان واقع شده‌است.

## نگارخانه

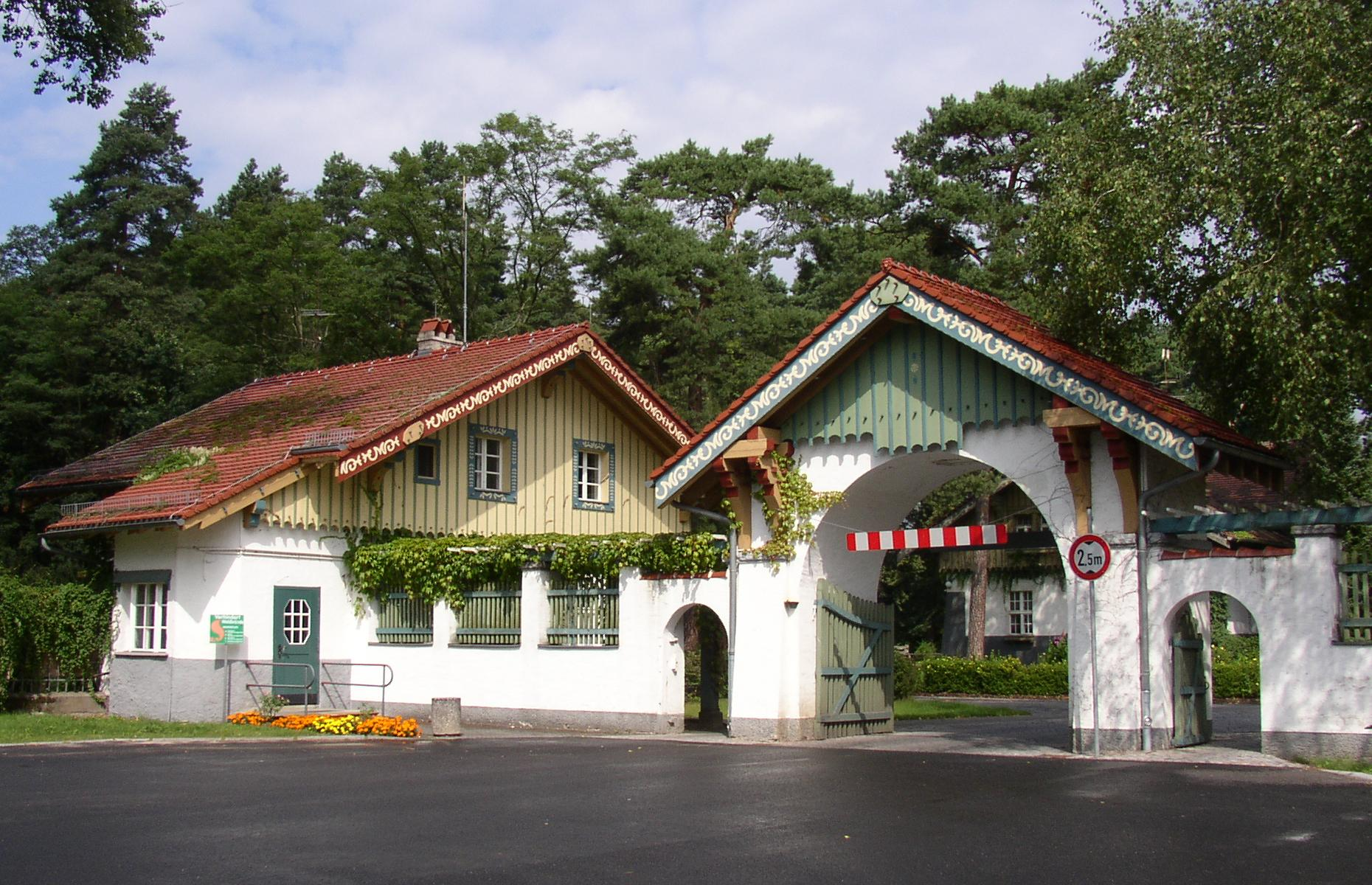
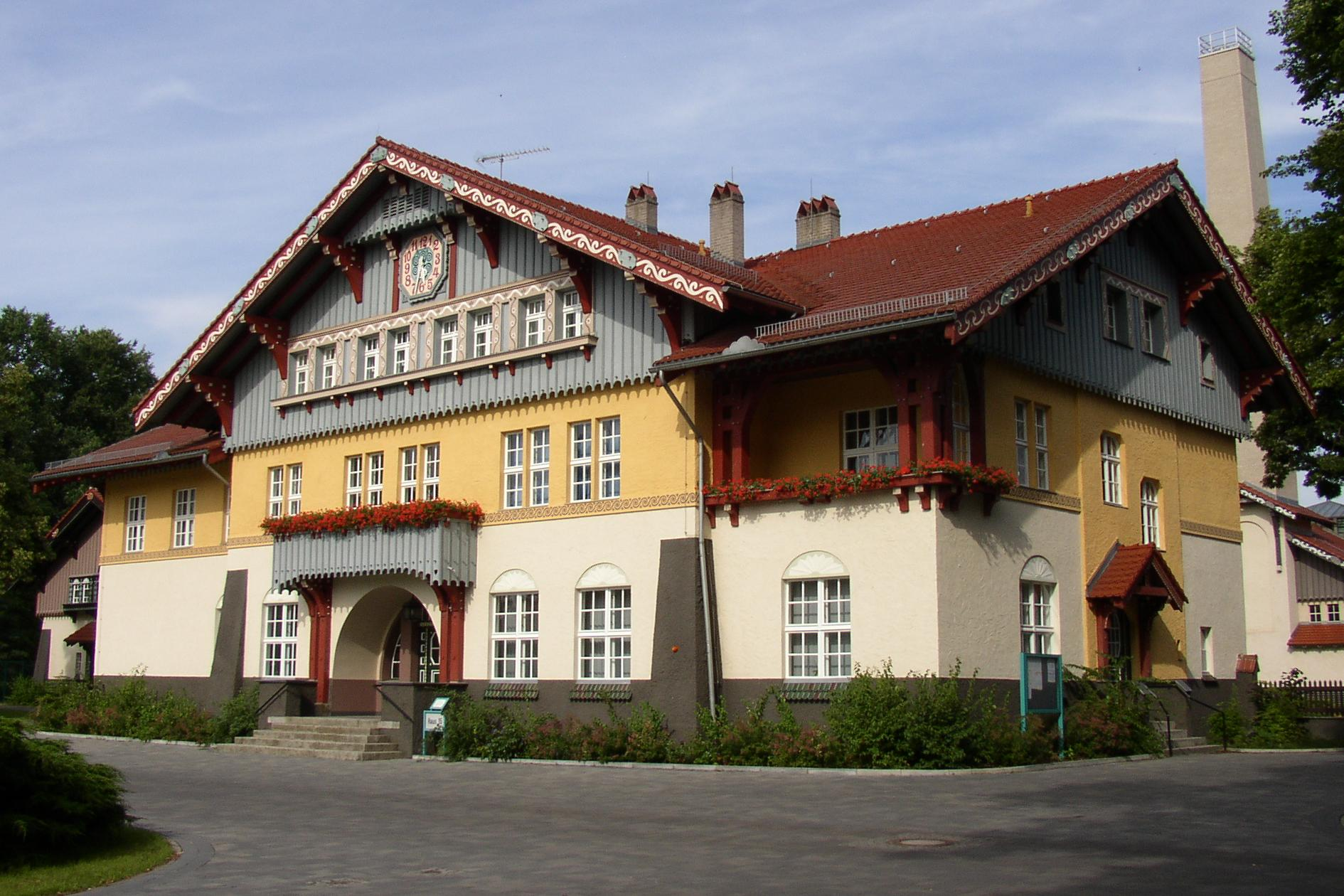
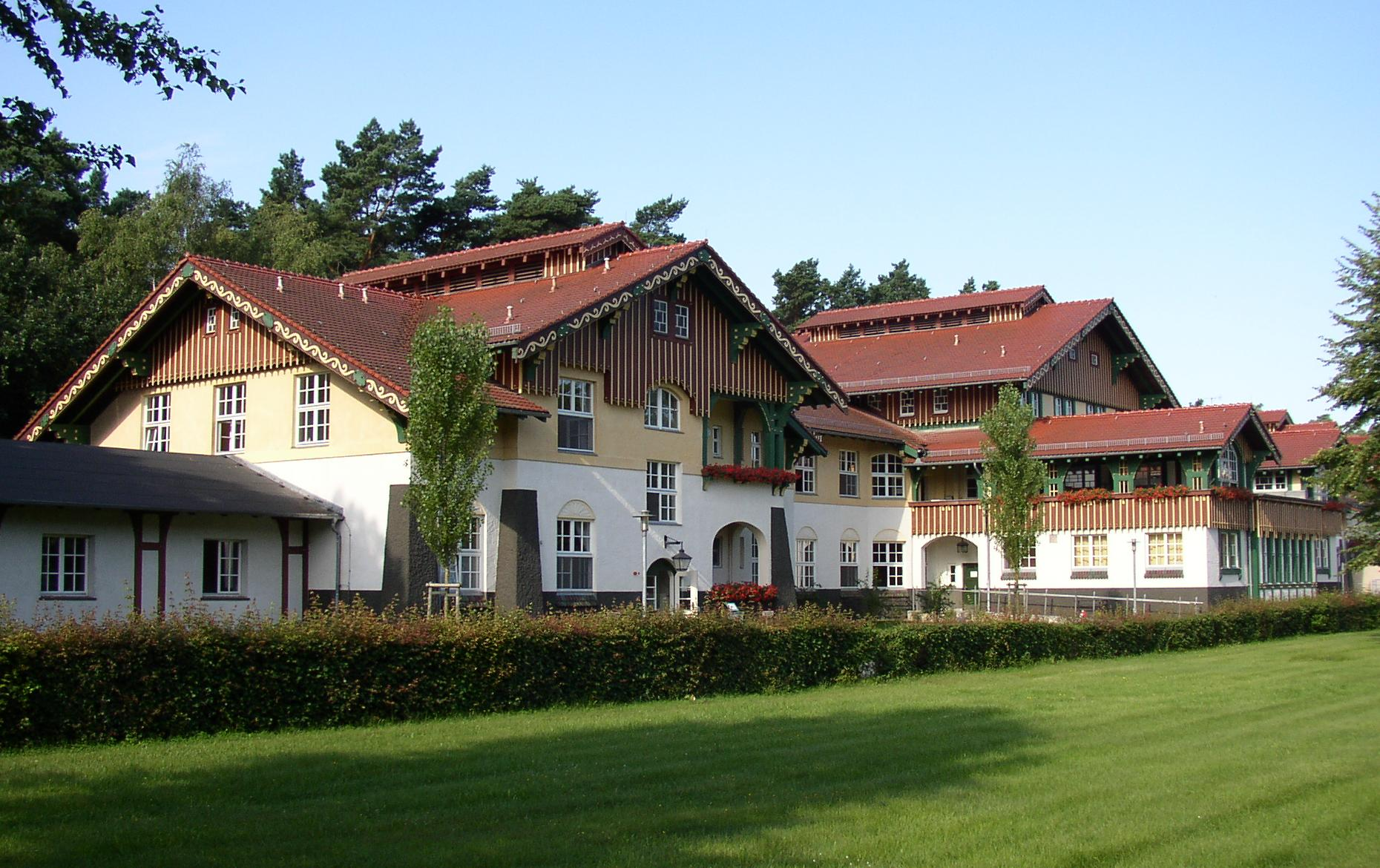
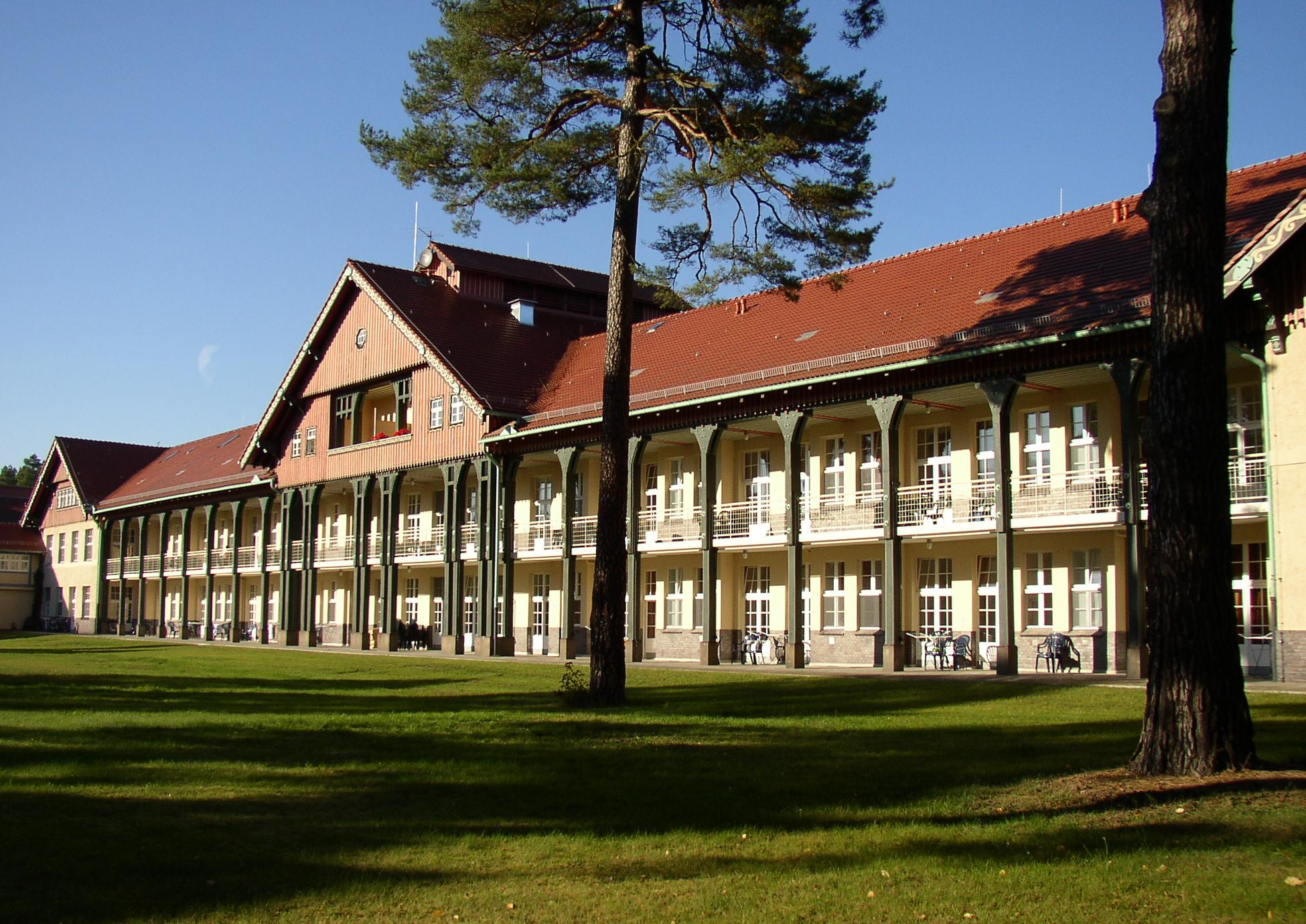
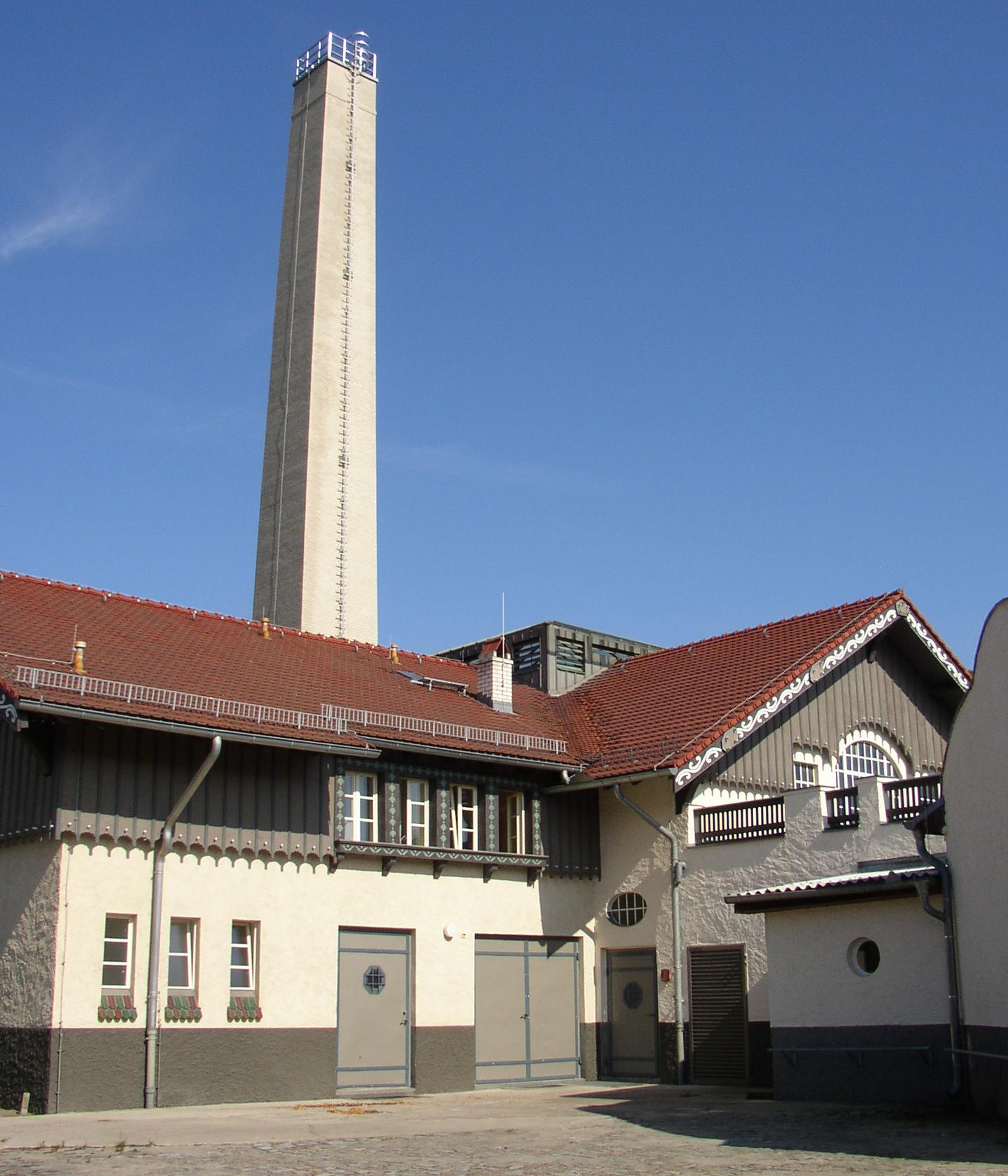
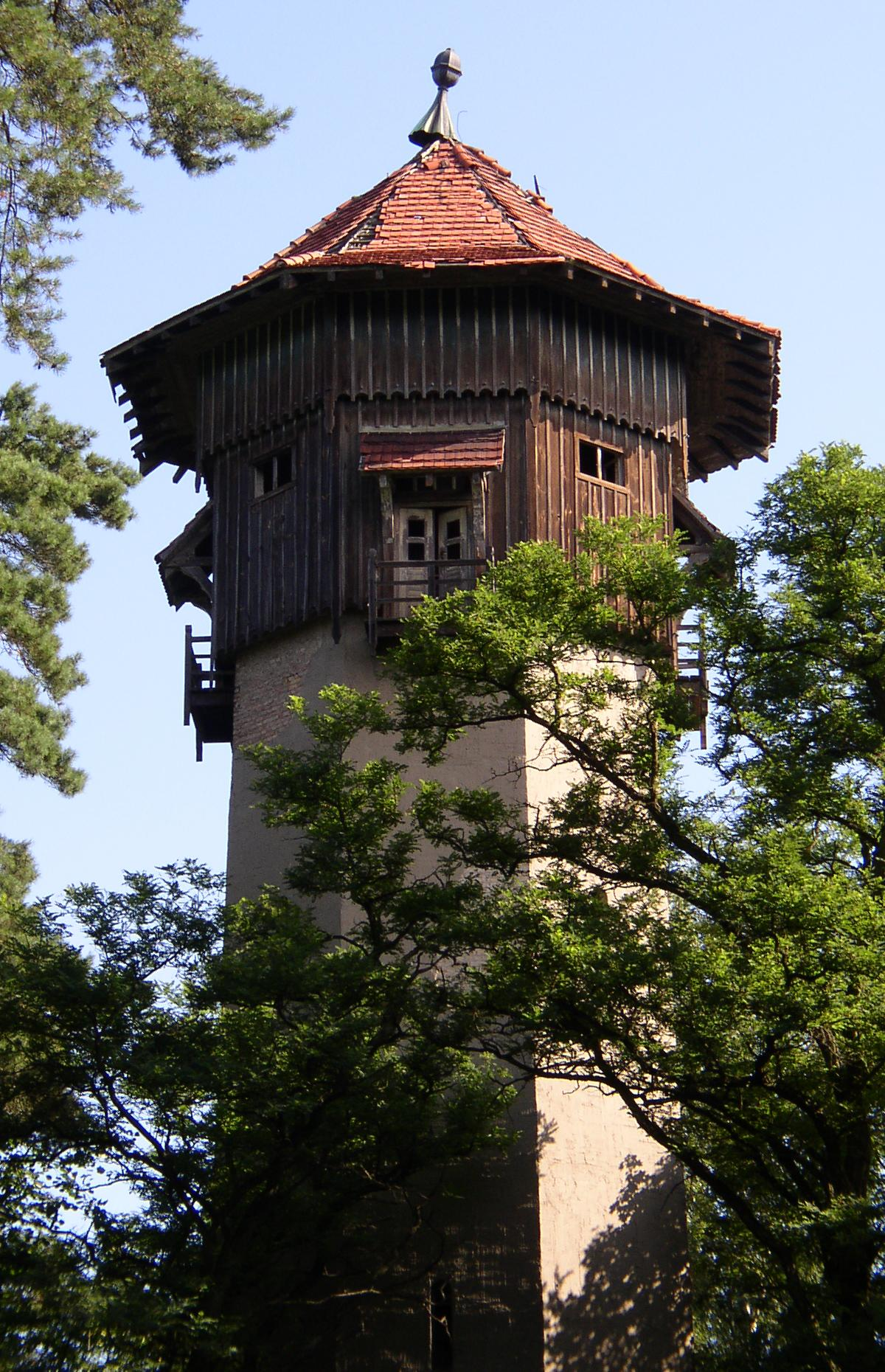